# Installation d'essais en vol
Pour les articles homonymes, voir FTI et IEV.
L'installation d'essais en vol ou IEV (en anglais, flight test instrumentation ou FTI) est un ensemble d’équipements de surveillance et d'enregistrement montés sur un aéronef (hélicoptère ou avion) pendant les phases d’essais en vol. Elle est essentiellement utilisée sur des avions expérimentaux, prototypes et avions de développement militaires ou civils, et peut surveiller différents paramètres comme les températures des composants spécifiques, les vibrations des structures, ou encore la vitesse des moteurs. Ces paramètres peuvent être visualisés dans le cockpit ou la cabine pour permettre à l'équipage de surveiller l'avion en vol. Ils sont généralement enregistrés pour permettre une analyse ultérieure des données.
L’IEV d'un avion surveille généralement entre 10 000 et 120 000 paramètres à l’aide de capteurs et sondes pour des mesures de températures, de pression, tensions, courant, de potentiomètres, de jauges de contrainte, caméras vidéo. Les bus de communication entre les différents systèmes et calculateurs sont aussi surveillés. Ces paramètres sont numérisés par le système d'acquisition de données appelé chaîne de mesure. Un enregistrement audio et vidéo du cockpit peut également être inclus. L’installation peut aussi comporter du lest fixe ainsi que des bidons de lest transférables permettant de modifier le centrage de l'aéronef durant les phases de vol.
Un émetteur de télémesure peut être ajouté à l’IEV pour permettre la surveillance en temps réel des essais à partir d'une station sol. Généralement les éléments avions comportant des équipements IEV sont peints de couleur orange afin d’être mieux identifiés.

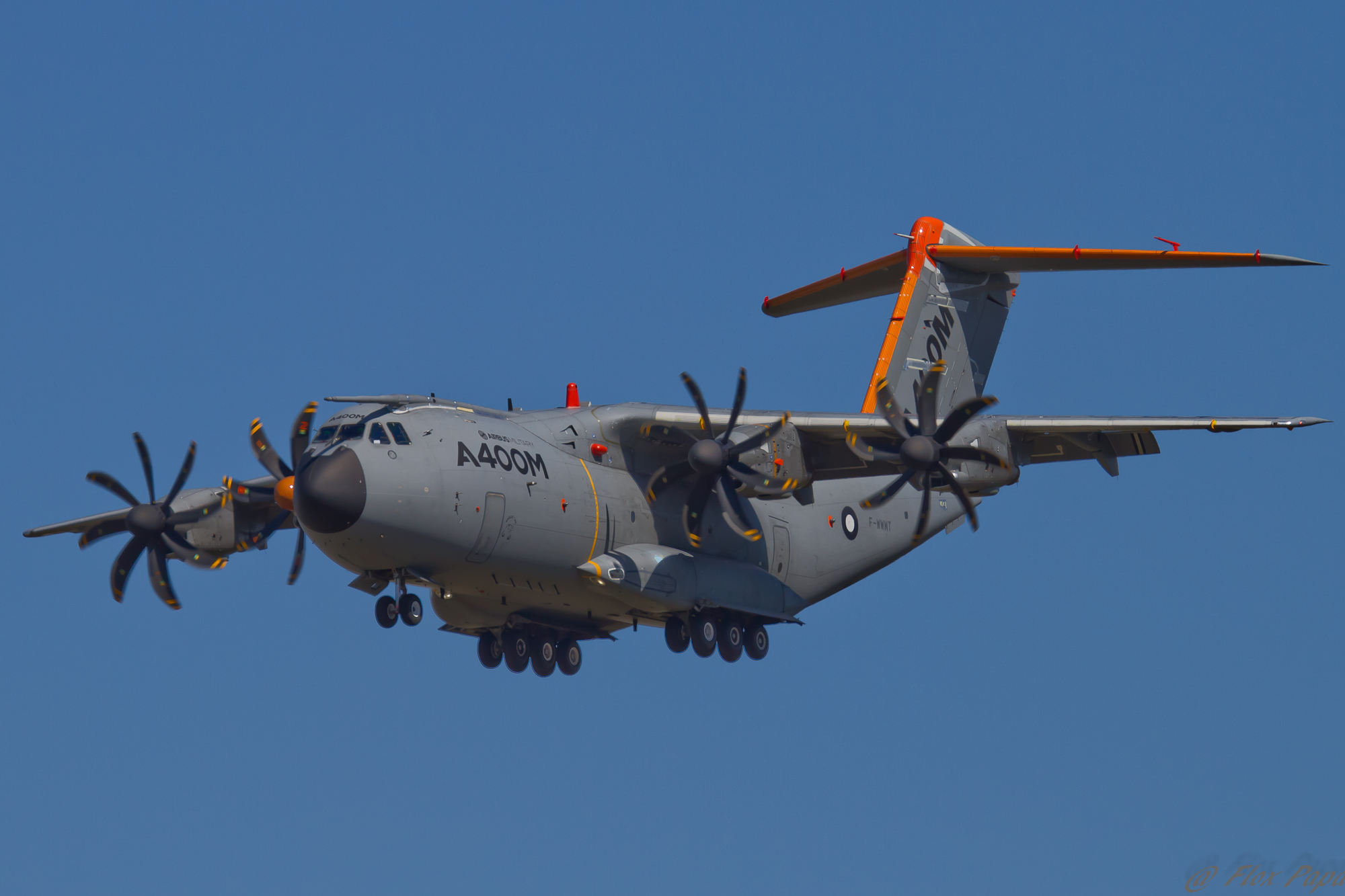
A400M d’essais équipé d’IEV
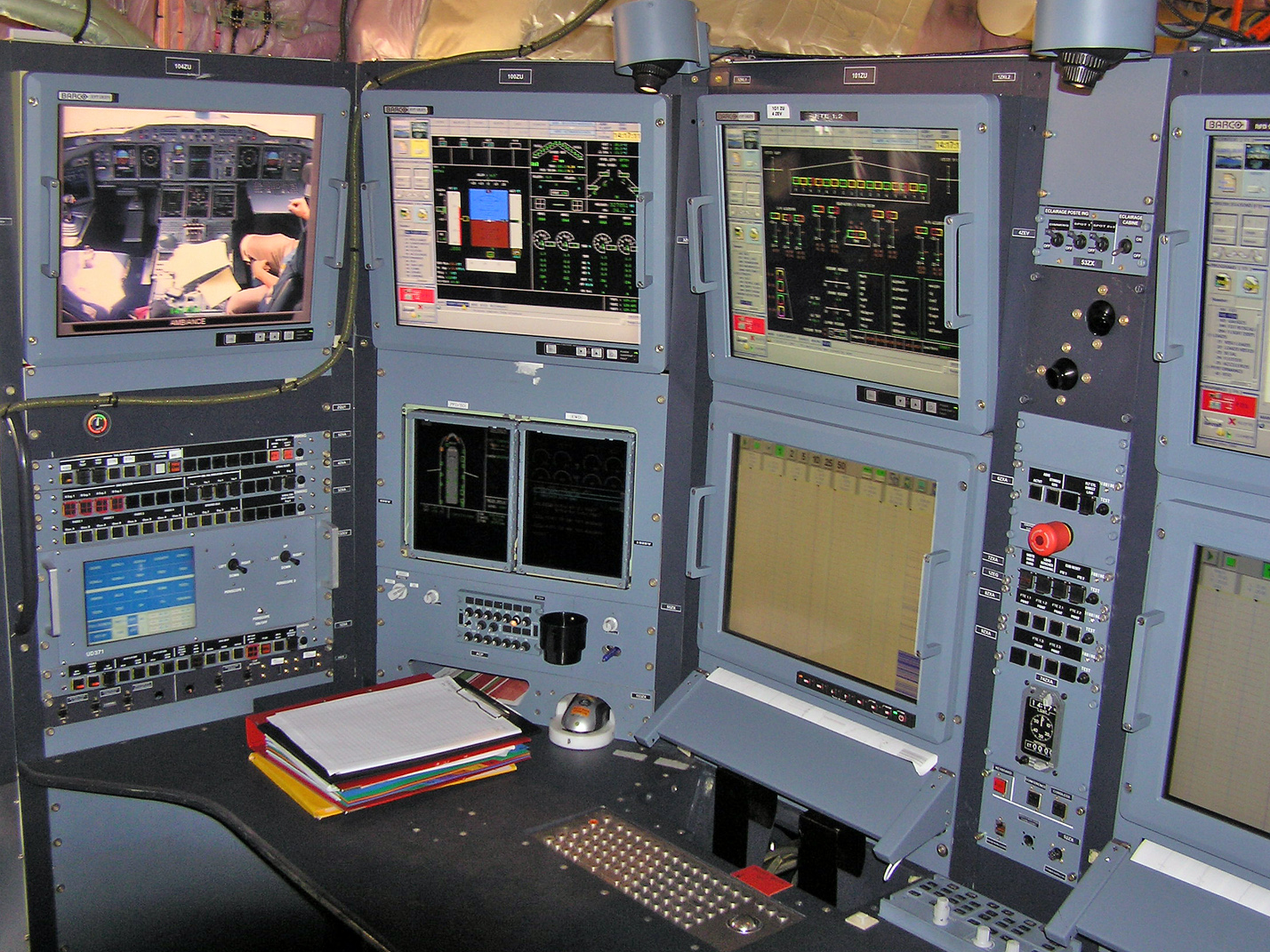
Poste ingénieur sur A380 d’essais équipé d’IEV
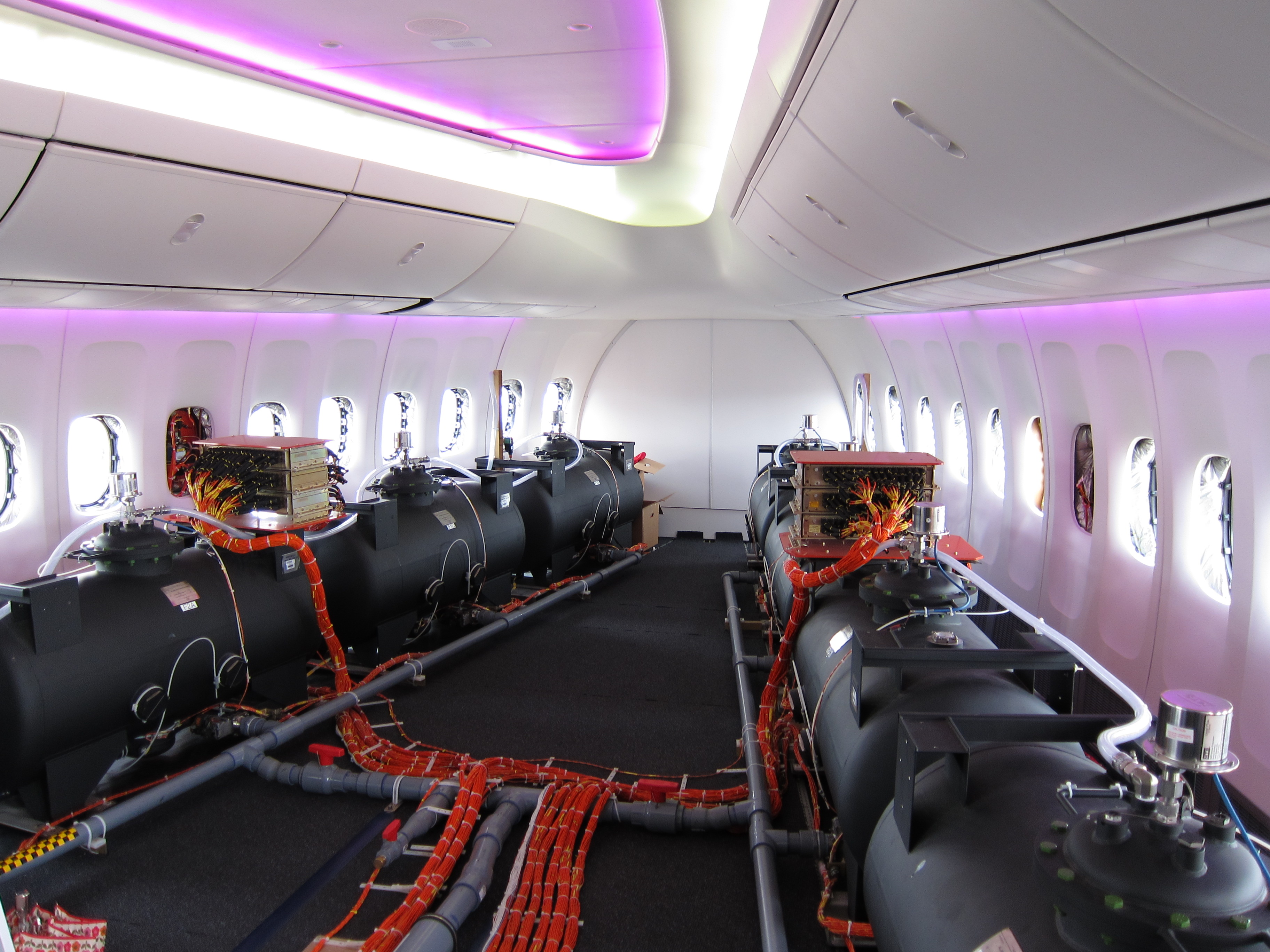
Bidons de lest transférable sur Boeing 747 d’essais
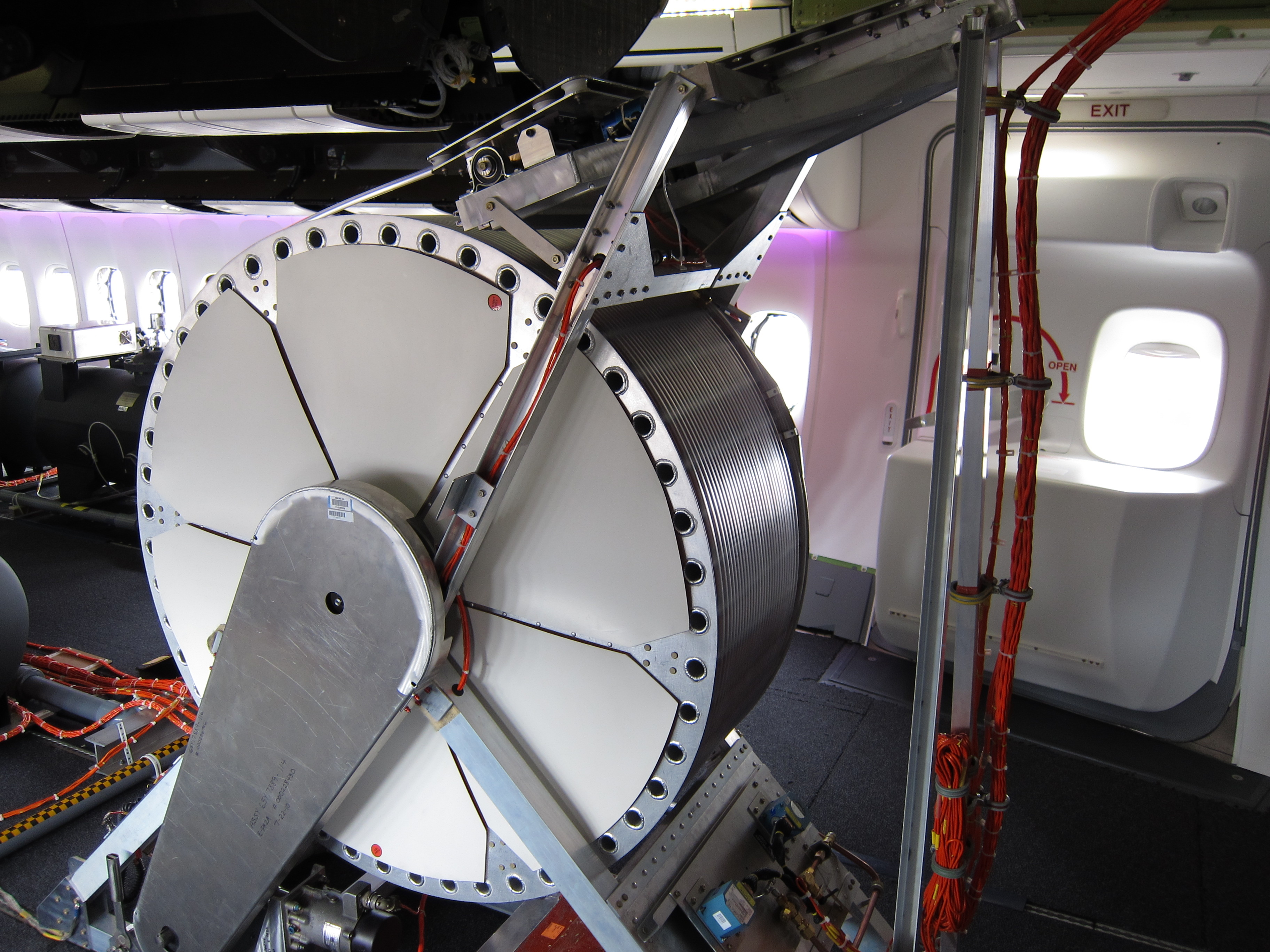
Treuil de cône remorqué pour prise de pression statique de référence sur Boeing 747.
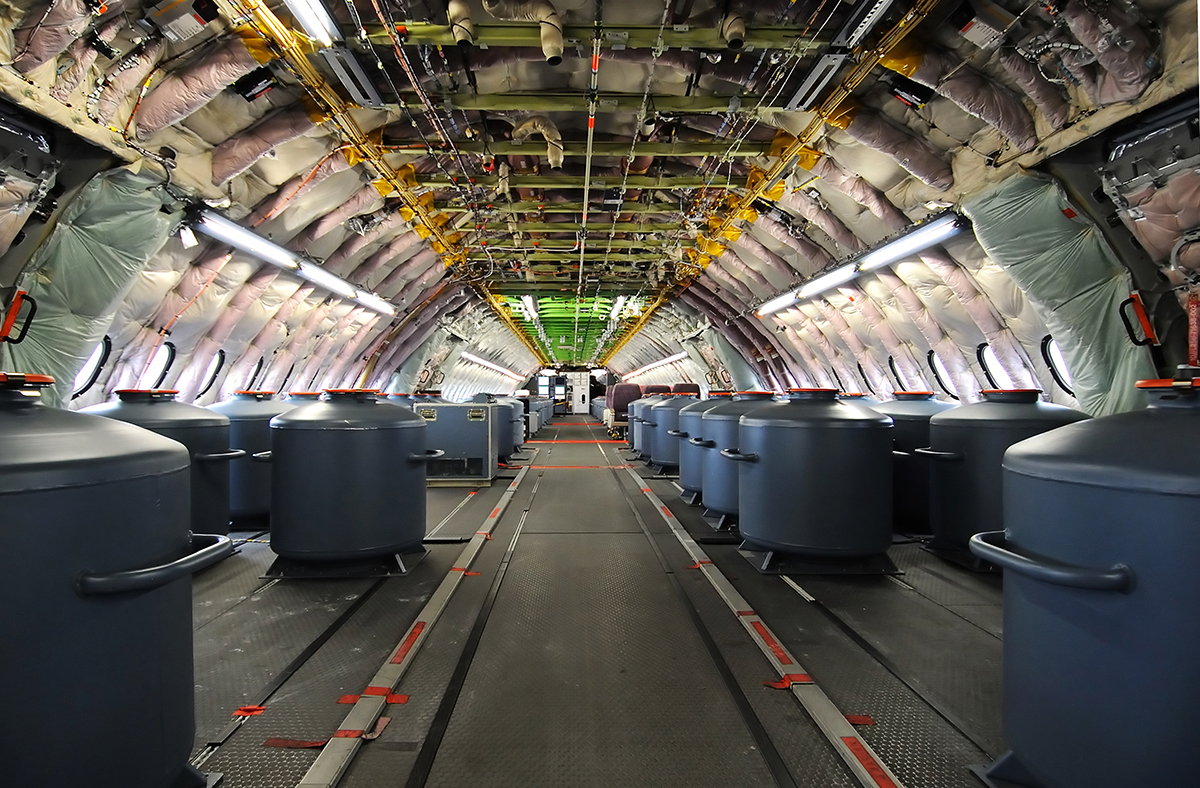
Bidons de lest fixe du pont supérieur sur A380 d’essais